# 英祖 (琉球國王)
英祖（琉球語：／  ?；1229年—1299年）据《中山世鑑》、《中山世譜》等琉球國史書記載，為琉球國英祖王朝的建立者，神號英祖日子（琉球語：／ ）。
據琉球國史書記載，英祖是伊祖城按司惠祖之子，惠祖則是傳說中的琉球最早王朝天孫王朝的后裔。1253年至1259年，英祖曾擔任舜天王朝義本王的攝政。義本「自稱不德」，禪位於英祖，英祖遂於1260年繼位，建立英祖王朝。
13世紀中葉，僧人禪鑑來到沖繩本島，英祖派人在浦添城之西建立極樂寺，以禪鑑為住持。佛教開始傳入琉球。
1264年（南宋景定五年），久米、慶良間、伊比屋等島第一次前來入貢。英祖王在泊村建立公館，以收貯諸島貢物。
1291年，元世祖遣副萬戶楊祥討伐琉球，未能到國。隨後，在元元貞二年（1296年），元成宗再次派遣福建省都鎭撫張浩，率水軍進攻琉球，國人合力拒戰，元兵搶一百二十餘人而返。
1299年，英祖逝世，葬於浦添極樂陵。其子大成繼位。
| 英祖 |                                  |             |
| —    | 第一代英祖王朝國王 1260年—1299年 | 繼任： 大成 |